# Повітряний візник
«Повітряний візник» (рос. «Воздушный извозчик») — російський радянський художній фільм режисера Герберта Раппапорта знятий в евакуації, у Алма-Аті в 1943 році. Автор сценарію, відомий письменник Євген Петров (який багато працював у співавторстві з померлим до того часу Іллею Ільфом), під час Великої Вітчизняної війни був фронтовим кореспондентом і, не дочекавшись появи фільму за своїм сценарієм, загинув 2 липня 1942 року — літак, на якому він повертався до Москви з Севастополя, був збитий німецьким винищувачем над територією Ростовської області, біля села Маньково. На місці падіння літака встановлено пам'ятник Є. Петрову. Вийшло, що в сценарії фільму він у чомусь передбачив і свою долю, яка закінчилася в результаті падіння саме транспортного літака.

## Зміст
Баранов — льотчик, що переступив за межу молодості. Він зустрічає молоденьку співачку Наташу. Між ними виникає сильне почуття. Однак її батьки проти того, щоб їх донька виходила заміж за такої різниці у віці. Та всі любовні проблеми закінчуються з настанням війни. Баранов отримує завдання доставляти вантажі на лінію фронту. Одного разу настає густий туман і він збивається з курсу. Тепер тільки голос його дівчини може вивести його назад.

## Ролі
- Михайло Жаров — Баранов
- Людмила Целіковська — Наташа Куликова
- Борис Блінов — полковник
- Григорій Шпігель — Ананій Павлович Світловидов (вокальна партія озвучена Арнольдом Азріканом)
- Володимир Грибков — Куликов, батько Наташі
- Михайло Кузнецов — Коля, другий пілот
- Тетяна Говоркова — Матильда Куликова, мати Наташі
- Костянтин Сорокін — Задунайський
- Володимир Шишкін — Толя, другий пілот
- Людмила Шабаліна — Маруся, стюардеса
- Георгій Светлані — флейтист Сеня
- Манефа Соболевська — актриса
- Георгій Гумілевський — черговий біля телефону аеродрому
- Олександра Данилова — Ніна, дружина льотчика